# Ceará
Ceará, federalna brazilska država na atlantskoj obali; 148,016 km²; glavni i najveći grad Fortaleza.

## Etnografija
Na području Ceare obitava la su plemena Akonguasú, Anasé, Baturité, Icozinhos, Iñamún, Jaguaribara, Jaguruána, Jenipapo (Genipapo), Juká, Kalabása, Kanindé, Karatiú, Kariri, Kariú, Kixelô, Kixexêu, Payakú, Pitaguari, Potiguara (Pitiguar), Reriiú, Tapeba, Tobajara, Tremembé, Xokó.
U suvremeno vrijeme država Ceara je priznala do danas 12 plemena, to su: Anacé (općina São Gonçalo do Amarante); Jenipapo-Kanidé (Aquirás); Kanindé (Aratuba i Canindé); Kariri (Crateús); Kalabaça ili Kalabása (Crateús, Poranga i Itaporanga); Paupina (Messejana, Fortaleza); Pitaguary ili Pitaguari (Maracanaú i Pacatuba); Potiguara (Crateús, Monsenhor Tabosa); Tabajara ili Tobajara (Crateús i Monsenhor Tabosa); Tapeba (Caucaia) Tremembé (Itarema, Acaraú i Itapipoca); Tupinambá (Crateús).